# برونو بونيل
برونو بونيل هو شخصية أعمال ومهندس وسياسي فرنسي، ولد في 6 أكتوبر 1958 في مدينة الجزائر في الجزائر. نشط حزبياً في Radical Movement ‏. وقد انتخب نائب فرنسي عن دائرة Rhône's 6th constituency ‏ وقد انضم خلال فترته النيابية ‏ (21 يونيو 2017 – ) للكتلة البرلمانية تكتل الجمهورية على الدرب ‏.